# Ulrich Born
Ulrich Born (* 15. Mai 1950 in Barntrup, Lippe) ist ein deutscher Politiker (CDU) und evangelischer Kirchenfunktionär. Er war von 1990 bis 1992 Justizminister des Landes Mecklenburg-Vorpommern und 1994 bis 2006 sowie 2009 bis 2011 Landtagsabgeordneter. Seit Januar 2024 ist er Vorstandsvorsitzender der Internationalen Martin-Luther-Stiftung.

## Leben und Beruf
Nach dem Abitur 1970 nahm Born ein Studium der Rechts- und Staatswissenschaften an der Philipps-Universität Marburg und der Ludwig-Maximilians-Universität München auf. Er bestand 1975 das erste juristische Staatsexamen, war von 1975 bis 1978 als wissenschaftlicher Mitarbeiter an der rechts- und wirtschaftswissenschaftlichen Fakultät der Philipps-Universität Marburg tätig und studierte seit 1979 zusätzlich Verwaltungswissenschaften an der Hochschule für Verwaltungswissenschaften in Speyer. Nach dem zweiten juristischen Staatsexamen 1980 war er als Akademischer Rat an der rechts- und wirtschaftswissenschaftlichen Fakultät der Universität Bayreuth tätig. 1983 wurde er mit der Arbeit Die Rechtfertigung der Abwehr vorgetäuschter Angriffe zum Dr. jur. promoviert und erhielt im gleichen Jahr seine Zulassung als Rechtsanwalt.
Von 2012 bis 2021 war Born Geschäftsführer der TU Ilmenau Betriebsgesellschaft GmbH.
Er ist verheiratet und hat ein Kind.

## Partei
Born ist seit 1967 Mitglied der CDU. Nach der Wende und friedlichen Revolution in der DDR wechselte er in die Landespolitik von Mecklenburg-Vorpommern und wurde zum Vorsitzenden des CDU-Kreisverbands Nordwestmecklenburg gewählt (bis ca. 2006). Zwischen 1998 und 2002 war er Mitglied des Landesvorstandes der CDU Mecklenburg-Vorpommern. Außerdem war er Mitte der 2000er-Jahre Landesvorsitzender des Evangelischen Arbeitskreises (EAK) der CDU in Mecklenburg-Vorpommern. Seit Mai 2023 ist Born Landesvorsitzender des Evangelischen Arbeitskreises der CDU Thüringen.

## Öffentliche Ämter
Born wurde am 27. Oktober 1990 als Minister für Justiz, Bundes- und Europaangelegenheiten in die von Ministerpräsident Alfred Gomolka geführte Regierung des Landes Mecklenburg-Vorpommern berufen, in der er der einzige Westdeutsche war. Im Streit um die Privatisierung der Werften des Landes (Deutsche Maschinen- und Schiffbau AG) trat Born für eine „große Verbundlösung“ ein und war einer der schärfsten innerparteilichen Kritiker des Ministerpräsidenten, der ihn am 14. März 1992 wegen „Illoyalität“ aus dem Amt entließ. Die CDU-Landtagsfraktion unter ihrem Vorsitzenden Eckhardt Rehberg stellte sich aber auf die Seite Borns und entzog Gomolka das Vertrauen, sodass der zwei Tage später selbst zurücktreten musste.

## Abgeordneter
Born war von 1994 bis 2006 Mitglied des Landtags von Mecklenburg-Vorpommern, während seiner ersten Legislaturperiode als direkt gewählter Abgeordneter des Wahlkreises Nordwestmecklenburg II, bei den weiteren Wahlen zog er über die CDU-Landesliste ein. In der Legislaturperiode 1994–1998 hatte er den Vorsitz in der G10-Kommission des Landtages, die über nachrichtendienstliche Eingriffe in das Brief-, Post- und Fernmeldegeheimnis entscheidet, anschließend war er bis 2006 stellvertretender Vorsitzender der Kommission. In der Legislaturperiode 1998–2002 war er stellvertretender Vorsitzender und Obmann der CDU-Fraktion im Parlamentarischen Untersuchungsausschuss zur Klärung von Sachverhalten im Zusammenhang mit der Verschwendung bzw. Veruntreuung von öffentlichen finanziellen Mitteln bei und infolge der Privatisierung von ehemals volkseigenen Betrieben. Ab 1998 war er stellvertretender Vorsitzender und von 2002 bis 2006 wirtschaftspolitischer Sprecher der CDU-Landtagsfraktion.
Am 1. Dezember 2009 kehrte er in den Landtag zurück als Nachrücker für den in den Bundestag gewählten Matthias Lietz. Bei der Landtagswahl in Mecklenburg-Vorpommern 2006 war er im Landtagswahlkreis Nordwestmecklenburg II zuvor knapp gescheitert. Diesmal übernahm er die Rolle des europapolitischen Sprechers seiner Fraktion. Bei der Landtagswahl in Mecklenburg-Vorpommern 2011 wurde er nicht erneut ins Parlament gewählt.
Er war Kreistagsmitglied des Kreises Nordwestmecklenburg und amtierte bis zur Kommunalwahl 2009 als Präsident des Kreistags.

## Kirchenfunktionen
Born war Mitglied des Kirchgemeinderates der evangelisch-lutherischen Domgemeinde Schwerin und der Landessynode der Evangelisch-Lutherischen Landeskirche Mecklenburgs. Seit 2012 ist er Mitglied der Synode des Evangelischen Kirchenkreises Erfurt und seit 2016 Präses der Synode. Born ist seit Anfang 2024 Vorstandsvorsitzender der Internationalen Martin-Luther-Stiftung. Er war das einzige evangelische Mitglied im zwölfköpfigen Trägerverein des 103. Deutschen Katholikentages, der 2024 in Erfurt stattfand.